# Zeerijp
Zeerijp – wieś w Holandii, w prowincji Groningen, w gminie Loppersum. Znajduje się tu ceglany kościół z wolnostojącą dzwonnicą. Dawniej jego patronem był św. Jan Chrzciciel, obecnie jest świątynią Holenderskiego Kościoła Reformowanego. Poza tym, w miejscowości zlokalizowany jest znany wiatrak, De Leeuw.